# Liberia tại Thế vận hội
Liberia đã liên tục gửi các vận động viên (VĐV) tới các kỳ Thế vận hội Mùa hè được tổ chức từ năm 1956, trừ các năm 1968, 1976 và 1992. Quốc gia này chưa lần nào giành được huy chương và cũng chưa từng tham dự Thế vận hội Mùa đông.
Ủy ban Olympic quốc gia của Liberia được thành lập năm 1954 và được công nhận bởi Ủy ban Olympic Quốc tế năm 1955.

## Bảng huy chương

### Huy chương tại các kỳ Thế vận hội Mùa hè
| Thế vận hội           | Số VĐV                      | Vàng          | Bạc           | Đồng          | Tổng số       | Xếp thứ       |
| 1896–1952             | không tham dự               | không tham dự | không tham dự | không tham dự | không tham dự | không tham dự |
| Melbourne 1956        | 4                           | 0             | 0             | 0             | 0             | –             |
| Roma 1960             | 4                           | 0             | 0             | 0             | 0             | –             |
| Tokyo 1964            | 1                           | 0             | 0             | 0             | 0             | –             |
| Thành phố México 1968 | không tham dự               | không tham dự | không tham dự | không tham dự | không tham dự | không tham dự |
| München 1972          | 5                           | 0             | 0             | 0             | 0             | –             |
| Montréal 1976         | không tham dự               | không tham dự | không tham dự | không tham dự | không tham dự | không tham dự |
| Moskva 1980           | rút thi đấu sau lễ khai mạc |               |               |               |               |               |
| Los Angeles 1984      | 7                           | 0             | 0             | 0             | 0             | –             |
| Seoul 1988            | 8                           | 0             | 0             | 0             | 0             | –             |
| Barcelona 1992        | không tham dự               | không tham dự | không tham dự | không tham dự | không tham dự | không tham dự |
| Atlanta 1996          | 5                           | 0             | 0             | 0             | 0             | –             |
| Sydney 2000           | 8                           | 0             | 0             | 0             | 0             | –             |
| Athens 2004           | 2                           | 0             | 0             | 0             | 0             | –             |
| Bắc Kinh 2008         | 3                           | 0             | 0             | 0             | 0             | –             |
| Luân Đôn 2012         | 3                           | 0             | 0             | 0             | 0             | –             |
| Rio de Janeiro 2016   | 2                           | 0             | 0             | 0             | 0             | –             |
| Tổng số               | Tổng số                     | 0             | 0             | 0             | 0             | –             |